# Paul Laband

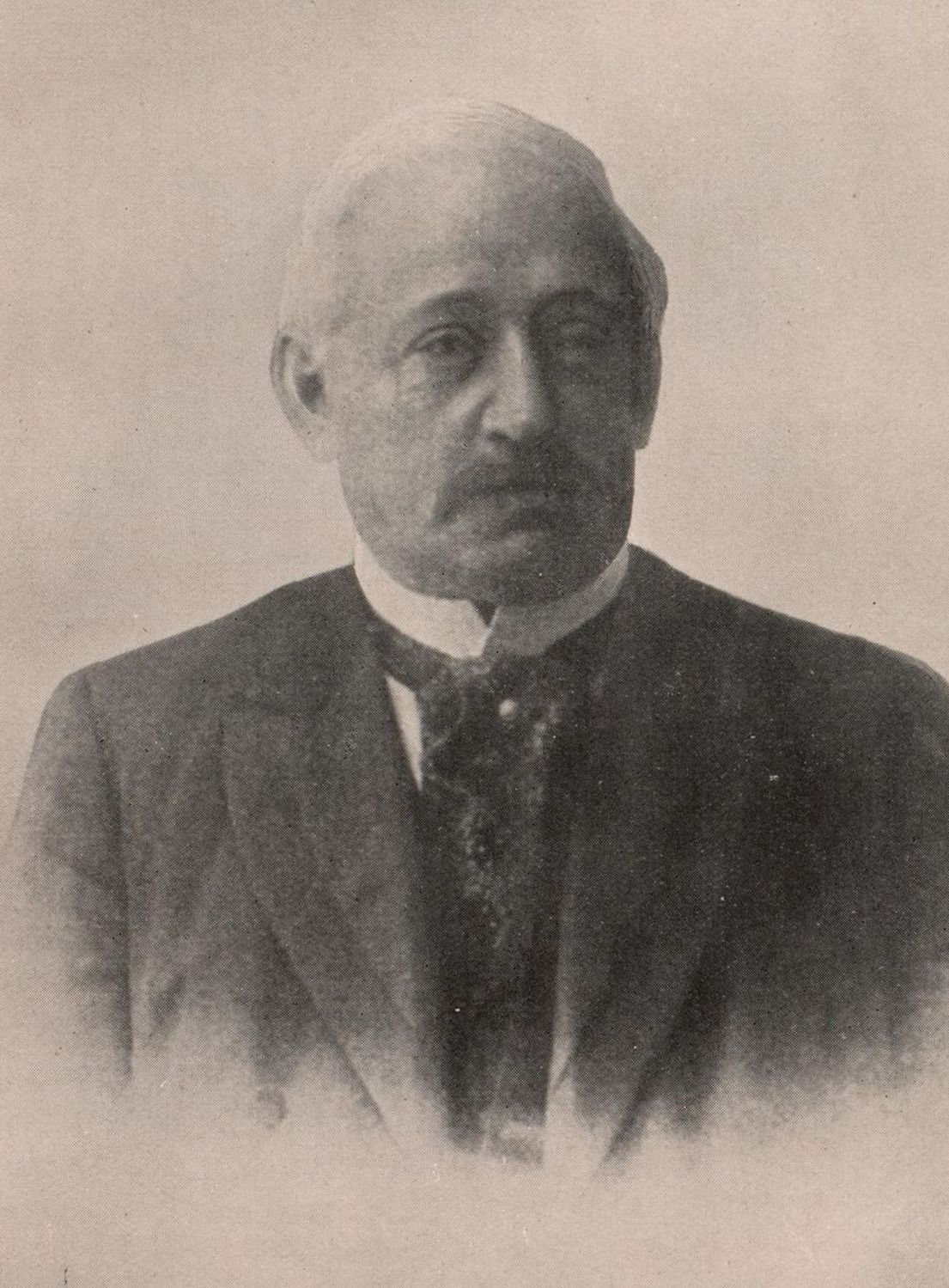
Paul Laband

Paul Laband (* 24. Mai 1838 bei Breslau; † 23. März 1918 in Straßburg) war ein deutscher Staatsrechtslehrer. 

## Leben und Wirken
Paul Laband studierte an der Universität Breslau, der Ruprecht-Karls-Universität Heidelberg und der Universität Berlin Rechtswissenschaften. Während seines Studiums wurde er 1855 Mitglied der Burschenschaft Arminia Breslau. Er war jüdischer Herkunft und ließ sich 1857 taufen. Laband habilitierte sich 1861 in Heidelberg an der Ruperto Carola mit einer Studie zum Deutschen Recht unter dem Titel Beiträge zur Kunde des Schwabenspiegels. Fortan arbeitete Laband zunächst als Privatdozent in Heidelberg. Ab 1864 war er außerordentlicher, ab 1866 ordentlicher Professor in Königsberg, 1872 wurde er Professor an der Universität Straßburg, wo er bis zu seiner Emeritierung blieb. Im Mai 1880 wurde Laband zum Mitglied des Staatsrats für Elsaß-Lothringen ernannt. Paul Laband wurde auch Mitglied der Ersten Kammer des Landtages.

## Werk
Seine ersten selbständig erschienenen Arbeiten bewegten sich auf dem Gebiet germanistischer Rechtsquellenkritik, darunter 1869 sein Hauptwerk im Bereich der inneren Rechtsgeschichte Die vermögensrechtlichen Klagen nach den sächsischen Rechtsquellen des Mittelalters. Daneben beschäftigte er sich umfassend mit dem Handelsrecht, ab 1864 als Mitherausgeber der Zeitschrift für das gesamte Handelsrecht. Angestoßen durch die Gründung des Norddeutschen Bundes 1867 und die andauernde juristische Diskussion über den preußischen Verfassungskonflikt, wandte sich Laband dem Staatsrecht zu.
Sein staatsrechtliches Debüt war dann auch die Abhandlung Das Budgetrecht nach den Bestimmungen der preußischen Verfassungsurkunde (Berlin 1870), die sich dem Verfassungskonflikt widmete. Zwar folgte Laband nicht der von Otto von Bismarck vertretenen Lückentheorie, gleichwohl kam er im Ergebnis zur Rechtfertigung von dessen Vorgehen unter anderem unter Zuhilfenahme seines in dieser Schrift entwickelten doppelten Gesetzesbegriffs: der Unterscheidung zwischen formellem und materiellem Gesetz.
Laband blieb beim Staatsrecht. Seine umfassende Abhandlung Das Finanzrecht des Deutschen Reichs (1873) legte den Grund zu seinem Hauptwerk Das Staatsrecht des Deutschen Reichs (1876–1882, 4 Bände; 5. und letzte Auflage 1911). 1886 begründete er mit Felix Stoerk das Archiv für öffentliches Recht. 1896 gründete er mit Otto Liebmann die Deutsche Juristen-Zeitung, die er anfangs zusammen mit dem Reichsgerichtsrat Melchior Stenglein und dem Rechtsanwalt Hermann Staub herausgab.
Labands Wirken auf dem Gebiet des öffentlichen Rechts war stark von seiner Beschäftigung mit privatrechtlichen Fragen beeinflusst. Er entwickelte als erster im Staatsrecht eine juristische Methode, wie sie auch für das Zivilrecht bereits entwickelt war, die von staatsphilosophischen Gedanken frei war und auf formal-logischen Grundsätzen aufbaute. Besonders in seinem einflussreichen Lehrbuch zum Staatsrecht entwickelte er das Staatsrecht aus den Gedanken des Rechtspositivismus heraus. Laband war zwar nicht der erste Vertreter des Positivismus im Staatsrecht, der Begründer der Lehre war vielmehr Carl Friedrich von Gerber, aber er entwickelte die Lehre derart, dass sie durch Labands Werk zur herrschenden Meinung im deutschen Staatsrecht wurde.
An seiner Methodik wird kritisiert, dass darin die teleologische Auslegung als Auslegungsmethode, die nach dem Zweck eines Gesetzes fragt, zu kurz komme. Seine Lehre von den Grundrechten besagte, dass diese lediglich die Staatsgewalt begrenzten, ihnen aber nicht der Charakter eines subjektiven Rechts zukomme. Dies wird aus heutiger Sicht als unzutreffend betrachtet, entsprach aber dem damaligen Rechtsverständnis und beeinflusste noch die höchstrichterliche Rechtsprechung des Reichsgerichtes zur Zeit der Weimarer Republik.
Die Kritik an seiner Methodik greift insofern oft zu kurz, als er zwar die Ideologie des Vormärz und des Naturrechts strikt aus juristischen Erwägungen heraushalten will, andererseits aber das „monarchische Prinzip“ allen staatsrechtlichen Erwägungen zugrunde legt. Insofern kommt es auch dort zu monarchietreuen bzw. konservativen Auslegungen, wo die Reichsverfassung mehr Spielräume geschaffen hätte. Andererseits mündet seine Stringenz in der systematischen Durchführung dieses staatsrechtlichen Prinzips auch in Kollisionen mit der Realpolitik des Reiches und deren Führungsinteressen.
Das Werk Paul Labands kann nicht ohne seinen zeitgeschichtlichen und politischen Rahmen erfasst werden. Er war fast vierzig Jahre lang Teil des Projekts „Kaiser-Wilhelms-Universität“ in Straßburg. Die finanziell exzellent ausgestattete neue Reichsuniversität diente auch dem politisch-kulturellen Zweck einer Wiederangliederung von Elsass-Lothringen an das Reich und einer Versöhnung mit der dortigen Bevölkerung. Seine engagierte langjährige Tätigkeit als Hochschullehrer wird eindrucksvoll dokumentiert in seinen staatsrechtlichen Vorlesungen.
Laband engagierte sich im Staatsrat von Elsaß-Lothringen und nahm wesentlichen Anteil an der Verfassungsentwicklung des Reichslandes, was sich auch in seinen Schriften niederschlägt.

## Schriften
- Beiträge zur Kunde des Schwabenspiegels. Berlin 1861.
- Das Magdeburg-Breslauer systematische Schöffenrecht. Berlin 1863.
- Jura Prutenorum. Königsberg 1866.
- Magdeburger Rechtsquellen. Königsberg 1869.
- Die vermögensrechtlichen Klagen nach den sächsischen Rechtsquellen des Mittelalters. Königsberg 1869.
- Das Budgetrecht nach den Bestimmungen der preußischen Verfassungsurkunde. Berlin 1871.
- Das Finanzrecht des Deutschen Reichs. In: Hirths Annalen. 1873, Sp. 405–568.
- Das Staatsrecht des Deutschen Reichs. 3 Bände. Laupp, Tübingen 1876–1882 (Bd. 3.2 bei Mohr, Freiburg (Breisgau)). Bd. 1, 1876 Digitalisat und Volltext im Deutschen Textarchiv, Bd. 2, 1878 Digitalisat und Volltext im Deutschen Textarchiv, Bd. 3.1, 1880 Digitalisat und Volltext im Deutschen Textarchiv, Bd. 3.2, 1882 Digitalisat und Volltext im Deutschen Textarchiv.
- Staatsrechts des Deutschen Reiches. In: Heinrich Marquardsen: Handbuch des öffentlichen Rechts der Gegenwart. Tübingen 1883 (Verkürzte Darstellung).
- Die Wandlungen der deutschen Reichsverfassung. Dresden 1895 (Digitalisat).
- Der Streit über die Thronfolge im Fürstentum Lippe. Berlin 1896 (Digitalisat).
- Die Reform der Verfassung Elsass-Lothringens. In: Handbuch der Politik, Berlin und Leipzig 1914
- Staatsrechtliche Vorlesungen. Vorlesungen zur Geschichte des Staatsdenkens, zur Staatstheorie und Verfassungsgeschichte und zum deutschen Staatsrecht des 19. Jahrhunderts, gehalten an der Kaiser-Wilhelm-Universität Straßburg 1872–1918 (= Schriften zur Verfassungsgeschichte. Bd. 67). Bearbeitet und hrsg. von Bernd Schlüter. Duncker & Humblot, Berlin 2004, ISBN 3-428-11219-9.